# Festuca camusiana
Festuca camusiana är en gräsart som beskrevs av St.-yves. Festuca camusiana ingår i släktet svinglar, och familjen gräs.
Artens utbredningsområde är Madagaskar. Inga underarter finns listade i Catalogue of Life.